# Ghana na Letnich Igrzyskach Olimpijskich 2024
Ghana na Letnich Igrzyskach Olimpijskich 2024 – występ kadry sportowców reprezentujących Ghanę na igrzyskach olimpijskich, które odbyły się w Paryżu we Francji, w dniach 26 lipca – 11 sierpnia 2024.
Reprezentacja Ghany liczyła dziewięcioro zawodników – dwie kobiety i siedmiu mężczyzn, którzy wystąpili w 2 dyscyplinach.
Był to szesnasty start Ghany na letnich igrzyskach olimpijskich.

## Reprezentanci

### Lekkoatletyka

#### Konkurencje biegowe
| Zawodnik                                                                                               | Konkurencja            | Runda 1 | Runda 1 | Runda 2 | Runda 2 | Półfinał | Półfinał | Finał | Finał   | Źródło |
| Zawodnik                                                                                               | Konkurencja            | Wynik   | Miejsce | Wynik   | Miejsce | Wynik    | Miejsce  | Wynik | Miejsce | Źródło |
| --- | ---------------------- | ------- | ------- | ------- | ------- | -------- | -------- | ----- | ------- | ------ |
| Benjamin Azamati                                                                                       | bieg na 100 m (m)      | 10.08   | 19. Q   | —       | —       | 10.17    | 25.      | NQ    | NQ      | [ 1 ]  |
| Abdul-Rasheed Saminu                                                                                   | bieg na 100 m (m)      | 10.06   | 14. Q   | —       | —       | 10.05    | 16.      | NQ    | NQ      | [ 2 ]  |
| Joseph Paul Amoah, Benjamin Azamati, Ibrahim Fuseini, Abdul-Rasheed Saminu, Isaac Botsio, Edwin Gadayi | sztafeta 4 × 100 m (m) | DSQ     | DSQ     | —       | —       | —        | —        | NQ    | NQ      | [ 3 ]  |

#### Konkurencje techniczne
| Zawodnik              | Konkurencja    | Kwalifikacje | Kwalifikacje | Finał | Finał   | Źródło |
| Zawodnik              | Konkurencja    | Wynik        | Miejsce      | Wynik | Miejsce | Źródło |
| --------------------- | -------------- | ------------ | ------------ | ----- | ------- | ------ |
| Rose Amoanimaa Yeboah | skok wzwyż (k) | 1.88         | 25.          | NQ    | NQ      | [ 4 ]  |

### Pływanie
| Zawodnik       | Konkurencja            | Eliminacje | Eliminacje | Półfinał | Półfinał | Finał | Finał | Źródło |
| Zawodnik       | Konkurencja            | Czas       | Poz.       | Czas     | Poz.     | Czas  | Poz.  | Źródło |
| -------------- | ---------------------- | ---------- | ---------- | -------- | -------- | ----- | ----- | ------ |
| Joselle Mensah | 50 m st. dowolnym (k)  | 26.81      | 36.        | NQ       | NQ       | NQ    | NQ    | [ 5 ]  |
| Harry Stacey   | 100 m st. dowolnym (m) | 51.12      | 52.        | NQ       | NQ       | NQ    | NQ    | [ 6 ]  |